# Jason Kenny
Jason Francis Kenny (ur. 23 marca 1988 w Boltonie) – brytyjski kolarz torowy, wielokrotny medalista olimpijski, wielokrotny medalista mistrzostw świata i Europy.
Jego żoną od 2016 roku jest Laura Kenny z d. Trott.

## Kariera
Pierwsze sukcesy w karierze Jason Kenny osiągnął w 2006 roku, kiedy zwyciężył w keirinie, sprincie drużynowym i indywidualnym na mistrzostwach Europy juniorów oraz keirinie i sprincie drużynowym na mistrzostwach świata juniorów. Dwa lata później wystąpił na igrzyskach olimpijskich w Pekinie, gdzie wspólnie z Chrisem Hoyem i Jamie Staffem zdobył tytuł mistrza olimpijskiego w drużynie, a następnie w rywalizacji indywidualnej był drugi, przegrywając z Hoyem. Na mistrzostwach świata w Pruszkowie w 2009 roku drużyna brytyjska w składzie: Matthew Crampton, Jason Kenny i Jamie Staff zajęła drugie miejsce. W tej samej konkurencji był trzeci na mistrzostwach świata w Kopenhadze, a indywidualnie zajął ósmą pozycję. Kolejne dwa medale wywalczył podczas mistrzostw świata w Apeldoorn: w drużynie zajął trzecie miejsce, a indywidualnie był drugi za Francuzem Grégorym Baugé, a przed Chrisem Hoyem. Największe sukcesy osiągnął w 2012 roku, kiedy zdobył cztery medale na międzynarodowych imprezach. mistrzostwa świata w Melbourne przyniosły mu dwa medale: srebrny w sprincie i brązowy w keirinie.  W pierwszym przypadku lepszy był tylko Baugé, a w drugim wyprzedzili go Hoy oraz Niemiec Maximilian Levy. Parę miesięcy później wystąpił na igrzyskach olimpijskich w Londynie, zwyciężając w sprincie, zarówno indywidualnym jak i drużynowym. W drużynie tej wystąpili także Chris Hoy i Philip Hindes.
W 2013 roku Kenny zdobył złoty medal w keirinie na mistrzostwach świata w Mińsku. Kolejne medale zdobywał trzy lata później. Najpierw zwyciężył w sprincie indywidualnym podczas mistrzostw świata w Londynie. Parę miesięcy później trzykrotnie stawał na podium zawodów igrzysk olimpijskich w Rio de Janeiro, wygrywając sprint indywidualny, sprint drużynowy oraz keirin. Finał olimpijski w keirinie został nazwany przez media kontrowersyjnym, gdyż wskutek złamania przepisów Kenny powinien zostać zdyskwalifikowany przez sędziów. Następnie zdobywał srebrne medale w sprincie drużynowym na mistrzostwach świata w Apeldoorn (2018) i mistrzostwach świata w Berlinie (2020). Brał również udział w igrzyskach olimpijskich w Tokio, gdzie zwyciężył w keirinie, a w sprincie drużynowym zdobył srebrny medal.